# شيوعية أولية
الشيوعية الأولية هي مفهوم نشأ بفضل كارل ماركس وفريدريك إنجلز اللذين زعما أن مجتمعات الصيد وجمع الثمار كانت تقوم -على نحو تقليدي- على العلاقات الاجتماعية القائمة على المساواة والملكية المشتركة. كان وصف لويس هنري مورغان «الشيوعية في الحياة المعيشية» التي يمارسها شعب إيراكوي في أمريكا الشمالية مصدر إلهام رئيس لكل من ماركس وإنجلز. في نموذج ماركس للبنى الاجتماعية الاقتصادية، لم يكن لدى المجتمعات ذات الشيوعية الأولية أي بنى طبقية اجتماعية هرمية أو تراكم لرأس المال.
قدم إنجلز أول نظرية مفصلة للشيوعية الأولية في عام 1884، مع نشر كتاب أصل العائلة والملكية الخاصة والدولة.
استخدم ماركس وإنجلز هذا المصطلح، على نحو عام، أكثر من الماركسيين فيما بعد، ولم يطبقاه على مجتمعات الصيد وجمع الثمار فحسب، بل وأيضًا على بعض مجتمعات زراعة الكفاف. لا يتفق العلماء اللاحقون أيضًا، بمن في ذلك الماركسيون، على المدى التاريخي أو مدة ديمومة الشيوعية الأولية.
لاحظ ماركس وإنجلز أيضًا كيف أن تراكم رأس المال قد وجد طريقه في التنظيمات الاجتماعية للشيوعية الأولية. على سبيل المثال، في مراسلة خاصة في نفس العام الذي نُشر فيه كتاب أصل العائلة، هاجم إنجلز الاستعمار الأوروبي، واصفًا النظام الهولندي في جزيرة جاوة بتنظيم الإنتاج الزراعي والاستفادة منه «استنادًا إلى مجتمعات قروية شيوعية قديمة» على نحو مباشر. أضاف إنجلز أن حالات مثل الهند الشرقية الهولندية والهند البريطانية والإمبراطورية الروسية تبين «كيف تقدم الشيوعية الأولية اليوم ... أفضل أساس للاستغلال وأوسعه».

## طبيعة مجتمعات الشيوعية الأولية
في مجتمع شيوعي أولي، كان كل شخص قادر جسديًا على الحصول على الطعام، وكان كل شخص يشترك في ما ينتج عن الصيد وجمع الثمار. لم يكن هناك ممتلكات خاصة، تتميز عن الممتلكات الشخصية مثل مواد الملابس والمواد الشخصية المشابهة؛ لأن المجتمع البدائي لم يكن ينتج أي فائض؛ فاستُهلك ما نتج عن ذلك بسرعة بسبب عدم وجود أي تقسيم للعمل، ثم أُجبر الناس على العمل معًا. كانت الأشياء القليلة الموجودة في أي فترة من الزمن (الأدوات والمساكن) تُدار على نحو مجتمعي -من وجهة نظر إنجلز- عبر الاشتراك في النسب الأمومي والعيش في منطقة الزوجة. لم يكن هناك وجود للدولة.
اعتُبر تدجين الحيوانات والنباتات بعد الثورة الزراعية عبر الرعي والزراعة نقطة تحول من الشيوعية الأولية إلى المجتمع الطبقي، إذ أعقب ذلك نشوء الملكية الخاصة والرق، وهو ما استلزم عدم المساواة. بالإضافة إلى ذلك، تخصصت قطاعات من السكان في أنشطة مختلفة، مثل التصنيع والثقافة والفلسفة والعلوم التي يقال إنها تؤدي إلى نشوء الطبقات الاجتماعية.
درس العديد من علماء الأنثروبولوجيا الاجتماعية المعروفين -ومنهم جيمس وودبرن وريتشارد لي وآلان برنارد ومؤخرًا جيروم لويس- ووصفوا مجتمعات المساواة ومجتمعات الصيد وجمع الثمار الشبيهة بالشيوعية. يقدم علماء الأنثروبولوجيا -مثل كريستوفر بوهم وكريس نايت وجيروم لويس- روايات نظرية لشرح كيفية نشوء الترتيبات الاجتماعية الشيوعية القائمة على المساواة في عصور ما قبل التاريخ. على الرغم من اختلاف الأنثربولوجيين في تأكيد ذلك، يتبعون إنجلز في القول بأن التحول التطوري- مقاومة الهيمنة الجنسية والسياسية على غرار الرئيسيات- انتهى في النهاية إلى تحول ثوري. ينتقد ريتشارد بورشي لي انحياز الثقافة السائدة المهيمنة منذ فترة طويلة ضد الوجود المحتمل للشيوعية الأولية، ساخرًا بأن:
| شيوعية أولية | الأيديولوجية البرجوازية قد تجعلنا نعتقد أن الشيوعية الأولية لا وجود لها. وأنها في الوعي الشعبي يغلب عليها طابع الرومانسية، الغرائبية: الوحشية النبيلة | شيوعية أولية |

استغل أرنولد بيترسن وجود الشيوعية الأولية ليدحض الفكرة القائلة بأن الشيوعية تتعارض مع الطبيعة البشرية.